# Rauchkammer

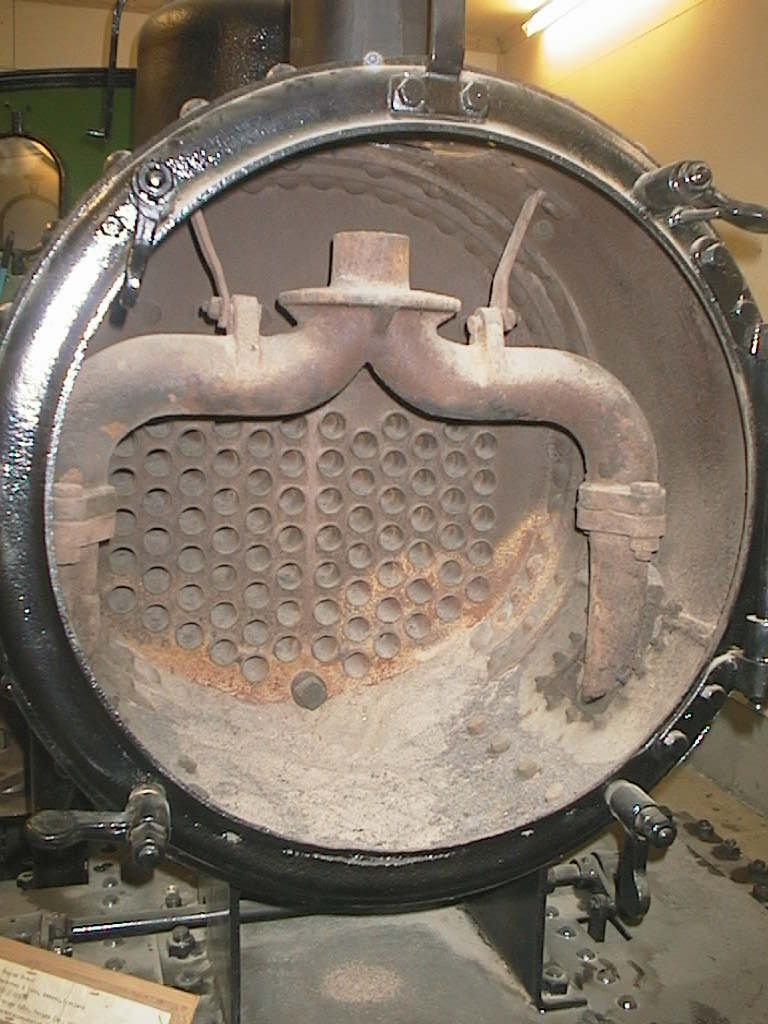
Blick durch die geöffnete Rauchkammertüre in die Rauchkammer. Unter dem Schornstein befindet sich der Blasrohrkopf.

Die Rauchkammer ist der vorderste Teil des Kessels einer Dampflokomotive, über dem sich der Schornstein befindet. In der Rauchkammer wird der für das Ansaugen der Verbrennungsluft erforderliche Unterdruck erzeugt, indem der aus den Zylindern austretende Abdampf durch ein unter dem Schornstein angeordnetes Blasrohr in die Rauchkammer geleitet wird. Weiter sammeln sich in der Rauchkammer von den Rauchgasen mitgerissene unverbrannte Brennstoffteile, die Lösche.

## Konstruktive Merkmale
Die Rauchkammer besteht im Wesentlichen aus einem zylindrischen Schuss, der über einen Profilring mit dem vorderen Langkessel verbunden ist, und einer ringförmigen Türwand mit der Rauchkammertür. Die Rauchkammer ist an den Profilring angenietet oder, bei neuzeitlichen Kesseln, angeschweißt.

### Blasrohrkopf und Hilfsbläser

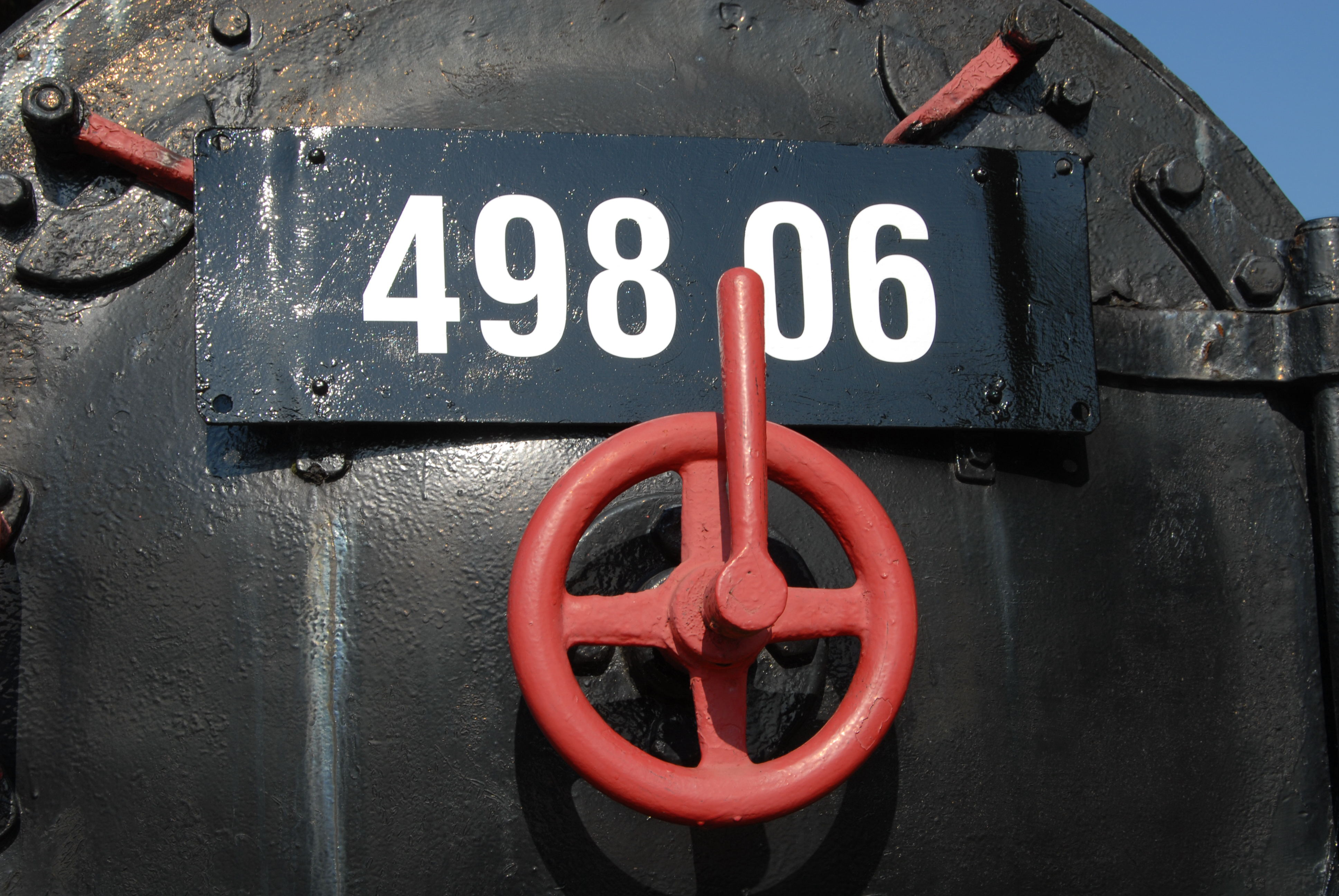
Rauchkammertür mit Zentralverschluss und Vorreiber (rot)

Unter dem Schornstein ist der Blasrohrkopf angeordnet, der so eingestellt ist, dass der austretende kegelförmige Dampfstrahl den Querschnitt des Schornsteins genau ausfüllt. Dadurch entsteht in der Rauchkammer ein Unterdruck, der sich durch die Kesselrohre bis in die Feuerbüchse fortsetzt und dort die Feuerung anfacht. Damit sich der Unterdruck in der Rauchkammer ausbilden kann, ist es wichtig, dass die Rauchkammertür luftdicht schließt und sämtliche Rohrdurchführungen in die Rauchkammer dicht sind. Die plan geschliffene Tür wird deshalb mit Vorreibern gegen die Türwand gedrückt und meist mit einem Zentralverschluss verschlossen. Zur Verringerung des Strömungswiderstands erhielten einige Schnellzuglokomotiven, wie zum Beispiel die Bayerischen S 3/6 oder einige Lokomotiven der Baureihe 01, eine kegelförmige Rauchkammertür.
Damit das Feuer auch im Stand oder bei Fahrt mit geschlossenem Regler angefacht wird, befindet sich in der Rauchkammer auch der Hilfsbläser, der ringförmig um die Blasrohrmündung angeordnet ist und mit einer kleinen Menge dem Kessel entnommenen Frischdampfs das Feuer anfacht.

### Funkenfänger

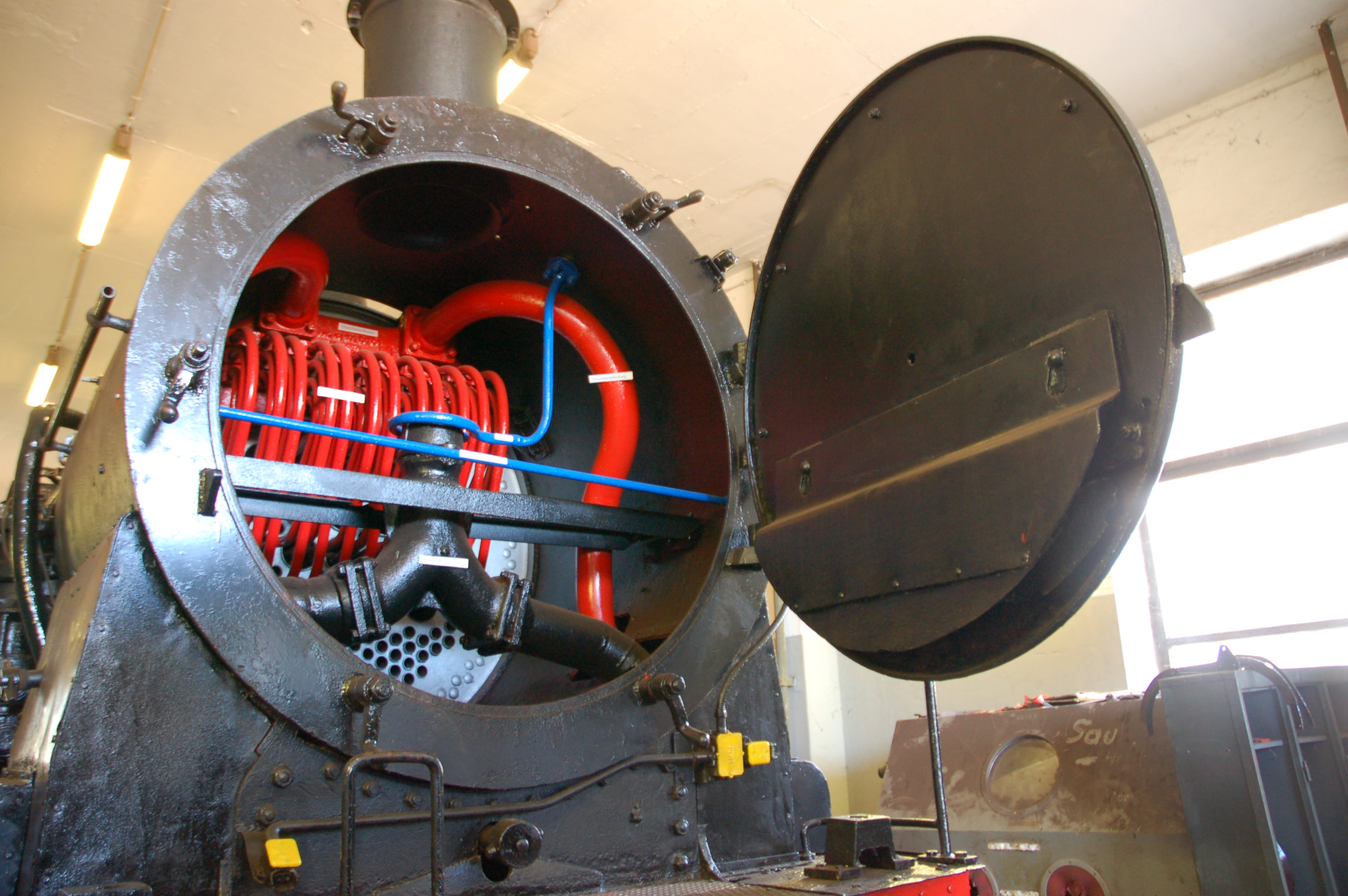
Geöffnete Rauchkammer mit Blasrohrkopf und darum liegender Blasrorhrring (blau), dahinter Dampfsammelkasten mit den dünnen zu den Überhitzerelementen führenden Dampfrohren und den dicken Einströmrohren, die zu den Zylindern führen (rot).

Unter dem Schornstein ist der Funkenfänger angeordnet, der verhindern soll, dass glühende Brennstoffteile den Schornstein verlassen. Die von den Rauchgasen mitgerissenen Teile sammeln sich am Boden der Rauchkammer und müssen von Zeit zu Zeit durch ein quer in der Rauchkammer eingebautes Spritzrohr mit Wasser abgelöscht werden, weshalb sie auch Lösche genannt werden. Der Rauchkammerboden ist zum Schutz vor Überhitzung (Ausglühen) und starker Korrosion mit feuerfestem Beton ausgekleidet. Für den Ablauf des Spritzwassers ist am Rauchkammerboden ein Entwässerungsstutzen vorhanden, der während des Betriebes mit einer Überwurfmutter verschraubt sein muss. Die Rauchkammertür wird innen mit einem leicht auswechselbaren Schutzblech, dem Rauchkammertürschoner, geschützt.

### Überhitzer
Bei Dampflokomotiven mit Überhitzer ist in der Rauchkammer der Dampfsammelkasten untergebracht, an den die in den Rauchrohren U-förmig verlegten Überhitzerelemente angeschlossen sind. Der Nassdampf aus dem Dampfdom strömt durch die Naßdampfkammer den Sammelkasten in die Überhitzerelemente und von diesen als Heißdampf zurück in die Heißdampfkammer des Dampfsammelkastens. Bei neueren Lokomotiven befindet sich auch der Heißdampfregulator in dieser Kammer, aus der der Heißdampf den Zylindern zugeleitet wird. 

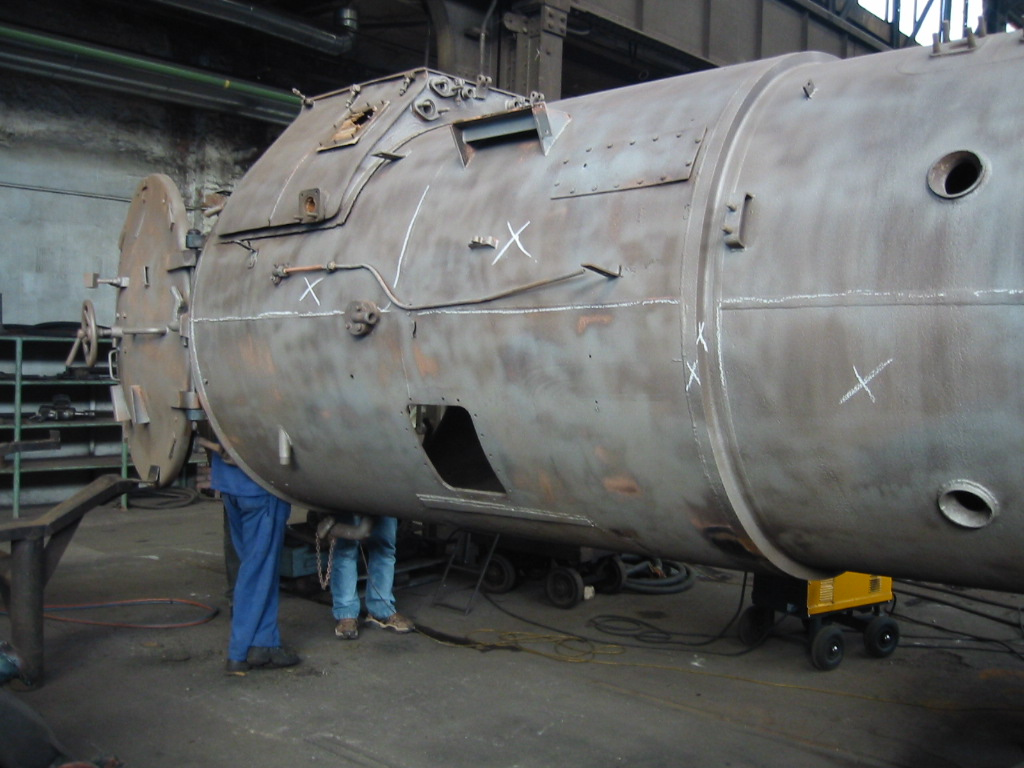
Rauchkammer mit Rauchkammertür, Mischkasten und abschließendem Profilring an einem Neubaukessel 39E einer deutschen Einheitslokomotive während der Reparatur in der Kesselschmiede. Der Schornstein ist abgenommen. (Meiningen, 2003)

Heißdampf hat gegenüber Nassdampf den Vorteil, dass während der Expansion in den Zylindern keine Verluste durch Kondensierung entstehen. Die Anordnung des Regulators in der Heißdampfkammer anstatt im Dampfdom hat den Vorteil, dass schon bei der Anfahrt Heißdampf zur Verfügung steht und die Kondensationsverluste vermindert werden. Weiter lässt sich die Dampfmenge schneller regulieren, weil das Leitungsvolumen zwischen Regulator und Zylinder kleiner ist.

### Vorwärmanlage
Lokomotiven, die mit Oberflächenvorwärmer oder Mischvorwärmer ausgestattet sind, haben oft eine Nische vor dem Schornstein, in der die entsprechende Anlage eingebaut ist.